# Línea 601 (Córdoba)
La Línea 601 es una línea de transporte urbano de pasajeros de la ciudad de Córdoba, Argentina. El servicio está actualmente operado por la empresa T.A.M.S.E..
Anteriormente el servicio de la línea 601 era operada por T.A.M.S.E. desde 2002, hasta que en septiembre de 2013 TAMSE deja de operar los anulares y pasan a manos de Aucor, más tarde Aucor deja de existir y pasan a manos de ERSA Urbano hasta el 18 de diciembre de 2022. En esa fecha , T.A.M.S.E, volvió a operar a la línea 601

## Recorrido
Anillo Exterior , sentido antihorario
 Servicio diurno.
IDA: De Cno. San Carlos 4500 – por éste – Av. Bernardo O’Higgins – Av. Pablo Ricchieri – Av. Concepción Arenal – Av. Enrique Barros – Haya de la Torre – Ing. Medina Allende – Maestro Marcelo López – Av. Cruz Roja Argentina – Cjal. Felipe Belardinelli – Cnel. José Javier Díaz – Av. Bernardo O´Higgins – Av. Baradero – Morón – Malagueño – Av. Revolución de Mayo – Asturias – Provincias Vascongadas – Sargento Cabral – Int. Ramón Bautista Mestre Norte – Juan Roque – Sinsacate – Remedios de Escalada – José Garibaldi – Av. 24 de Septiembre – Av. Patria – Bv. Eduardo Bulnes – Av. Las Malvinas – Av. Juan XXIII – Paysandú – Av. Juan XXIII – Tarija – Localino – Frankfort – Nuevo Mundo – Hulluman – Los Tintines – Francisco de Recalde – Av. Dr. Arturo Capdevilla – Luis de Góngora hasta Bv. Los Granaderos.
VUELTA: De Luis de Góngora y Bv. Los Granaderos – por esta – Concepción de Bermejo – Benito Quinquela Martín – Manuel Cardeñosa- Rodríguez de Busto – Av. Rafael Núñez – Av. Octavio Pinto – Temistocles Castellanos – José Barros Pazos – Padre Luis Galeano – Nazaret – Domingo Zípoli – Puente Zípoli – Domingo Zipoli – La Rioja – Dr. Juan Cafferata – Maestro Vidal – Av. Fuerza Aérea – Fournier – Antártida Argentina – Rufino Varela Ortiz – Frontera – Talma – Lagunilla – Aconquija – Cerro Cónico – Tronador – Puente Cañada – Belisario Villafañe – Río Negro – Manuel Baigorria – Paso a Nivel Cacheuta – Cacheuta – Rotonda Dr. Lázaro Langer – Cacheuta – Dr. Lázaro Langer – Dr. Manuel Parga – Dr. Pastor Taboada – Av. Armada Argentina – Dr. Oscar Cocca – Bernardo Vázquez Maceda – Cjal. Felipe Belardinelli – Av. Cruz Roja Argentina – Maestro Marcelo López – Ing. Medina Allende – Haya de la Torre – Bv. De la Reforma – Los Nogales – Av. Concepción Arenal – Av. Pablo Ricchieri – Av. Bernardo O’Higgins – Cno. San Carlos hasta el 4500.